# Johan & Nyström
Johan & Nyström Kafferostare & Tehandlare AB grundades 2004 i Tullinge utanför Stockholm. Företaget är också tehandlare. De anordnar också kurser i kaffe och te. Sedan 2016 ägs bolaget av Espresso House. 
Företaget har också tre butiker i centrala Stockholm.

## Bilder

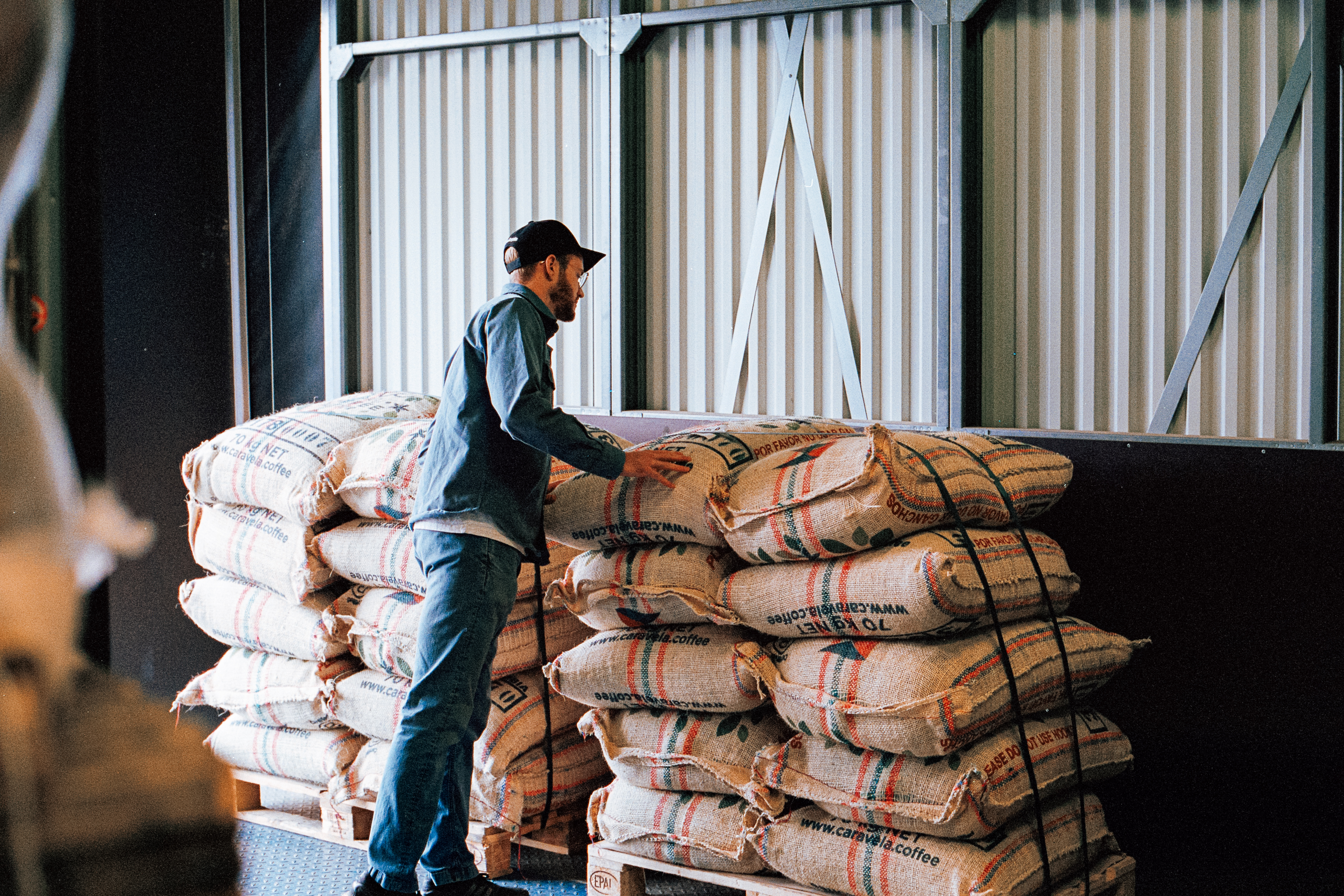
Leverans av råkaffe till rosteriet i Länna.

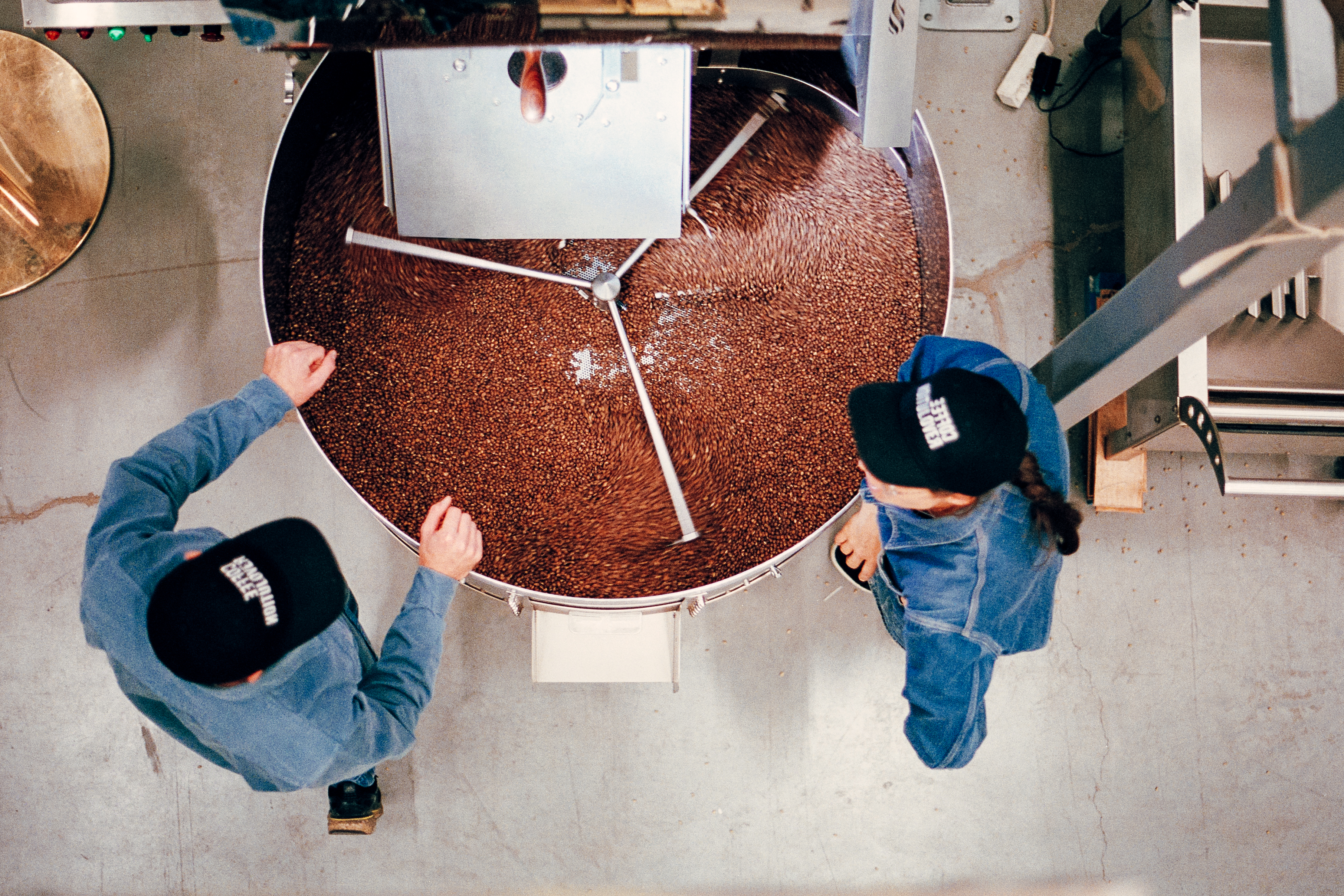
Vid rosten i rosteriet i Länna.